# 马赫拉杰甘杰
马赫拉杰甘杰（Mahrajganj），是印度北方邦Rae Bareli县的一个城镇。总人口6027（2001年）。

## 人口
该地2001年总人口6027人，其中男性3148人，女性2879人；0—6岁人口1053人，其中男544人，女509人；识字率62.35%，其中男性为67.98%，女性为56.20%。